# Blekmedel

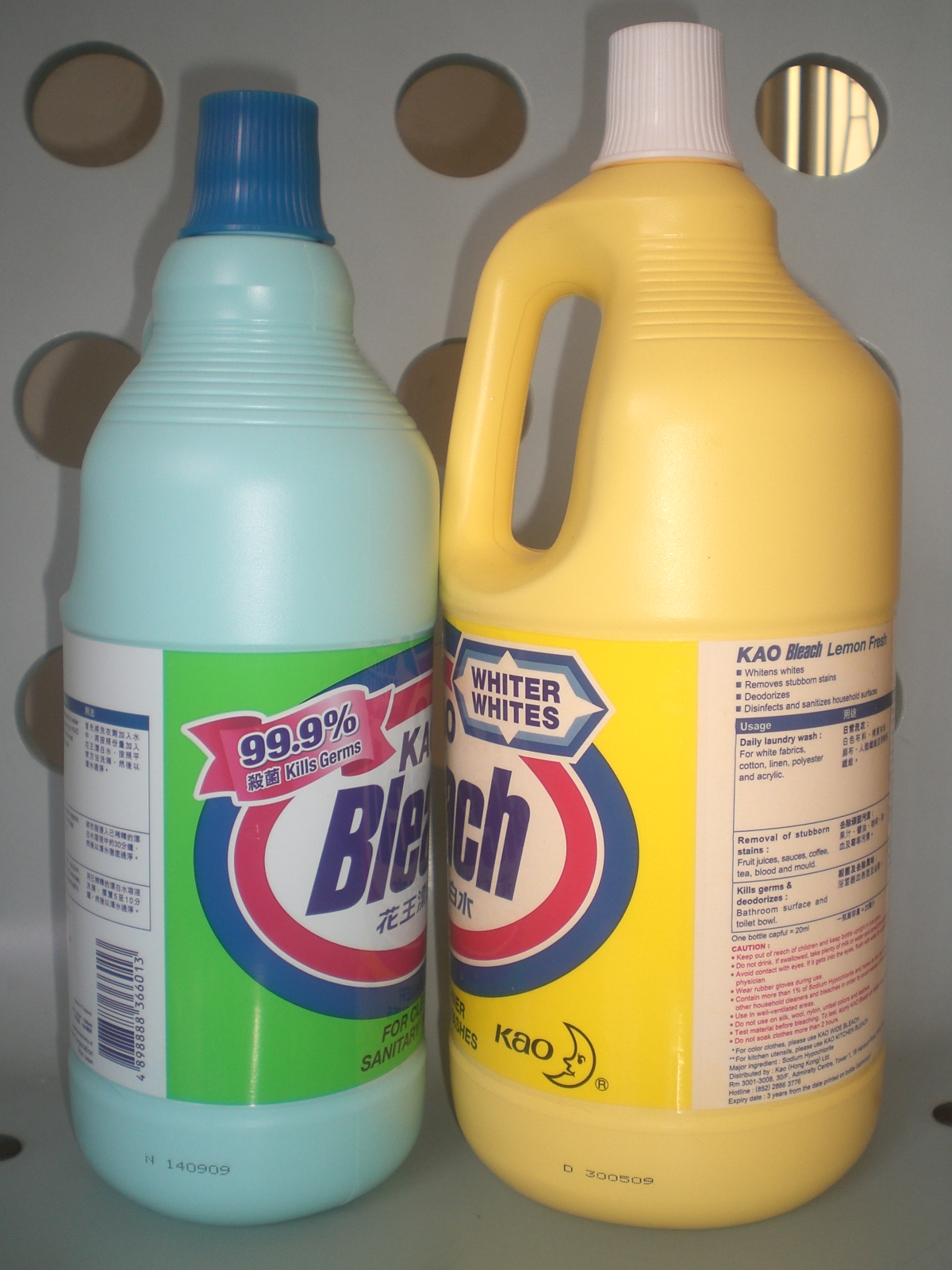
Klorbaserade blekmedel

Blekmedel är kemikalier som används vid blekning, det vill säga som gör färggivande ämnen (kromoforer) färglösa. Utifrån verkningssätt kan de klassificeras som oxiderande eller reducerande blekmedel.

## Oxiderande blekmedel
Oxiderande blekmedel bryter upp färggivande ämnens dubbelbindningar genom att ta upp elektroner.
Två huvudgrupper av oxiderande blekmedel är de syrebaserade och de klorbaserade blekmedlen.

### Syrebaserade blekmedel

#### Peroxidbaserade blekmedel
Väteperoxid har en stor användning som blekmedel, framför allt inom pappersmassaindustrin men även inom textilindustrin.
Flera andra blekmedel frisätter just väteperoxid. Exempel på sådana är natriumperkarbonat och natriumperborat, som även är vanliga i hushållsprodukter, framför allt tvättmedel.

##### Blekningsaktivatorer
Väteperoxidens effektivitet som blekmedel är temperaturberoende och för att få en god verkan även i lägre temperaturområden, och därmed spara energi och skona fibrerna i materialet, kan man tillsätta en blekningsaktivator.
Ett exempel på blekningsaktivator är tetraacetyletylendiamin (TAED), som är en vanlig ingrediens i tvättmedel. Den reagerar med väteperoxiden och bildar perättiksyra, vilken är effektivare som blekmedel.

#### Ozon
Ozon är starkt oxiderande och har fått allt större användning bland annat inom pappersmassaindustrin som ersättare för klorbaserad blekning. Även inom textilindustrin används ozon som ett alternativ till klorbaserade tekniker för att minska miljöpåverkan.
Ozon är mycket reaktivt och den korta halveringstiden gör att ozonet behöver produceras på plats.

### Klorbaserade blekmedel

#### Hypokloriter
Lösningar med hypoklorit har successivt ersatt pulverformer med klorkalk. 
Användning av hypokloritbaserade blekmedel inom textilindustrin, vid tillverkning av vita varor av lin eller bomull har idag i stor utsträckning, av miljöskäl, ersatts av andra metoder. Idag används de främst för desinficerande ändamål, såsom sanering av golv, disk- eller arbetsbänkar, men också för simbassänger. Användning förekommer även vid rening av dricksvatten.
Natriumhypokloritlösning är en klar, svagt gulgrön vätska med stark klorlukt. Klorin är ett exempel på en produkt med detta ämne.
Eau de Javel (Javelvatten) är ett trivialnamn för hypokloritblekmedel i fransk- och tyskspråkiga länder. Namnet härstammar från   kvarteret Javel i Paris, där man  framställde en lösning av kaliumhypoklorit i vatten, men sedan kemisten Labarraque tagit fram den billigare natriumhypokloriten, under namnet eau de labarraque, är det nästan alltid den som ingår i eau de Javel.

#### Klordioxid
Klordioxid används bland annat inom pappersmassaindustrin.

#### Klorgas
Användning av klorgas som blekmedel har minskat på grund av dess negativa inverkan på miljön. I Sverige har pappersmassaindustrin avvecklat den tidigare klorgasanvändningen och gått över till klordioxid eller helt klorfria metoder.

## Reducerande blekmedel
Reducerande blekmedel reducerar färggivande kinoner till motsvarande dihydroxiformer.